# Pertusadina metcalfii
Pertusadina metcalfii är en måreväxtart som först beskrevs av Elmer Drew Merrill och Hui Lin Li, och fick sitt nu gällande namn av Yun Fei Deng och C.M.Hu. Pertusadina metcalfii ingår i släktet Pertusadina och familjen måreväxter. Inga underarter finns listade i Catalogue of Life.